# Carena (costellazione)
La Carena (in latino Carina) è una brillante costellazione meridionale, che faceva parte dell'antica costellazione della Nave Argo; si trova sul bordo meridionale della Via Lattea australe ed è una figura dominante dei cieli del sud.
La Carena contiene alcune stelle e oggetti di grande rilievo: fra le prime spicca la brillante Canopo, la seconda stella più luminosa del cielo; fra gli oggetti celesti primeggia la grande Nebulosa della Carena, che detiene il record di nebulosa diffusa più brillante della volta celeste, e l'ammasso aperto delle Pleiadi del Sud (IC 2602), uno dei più luminosi.

## Osservazione

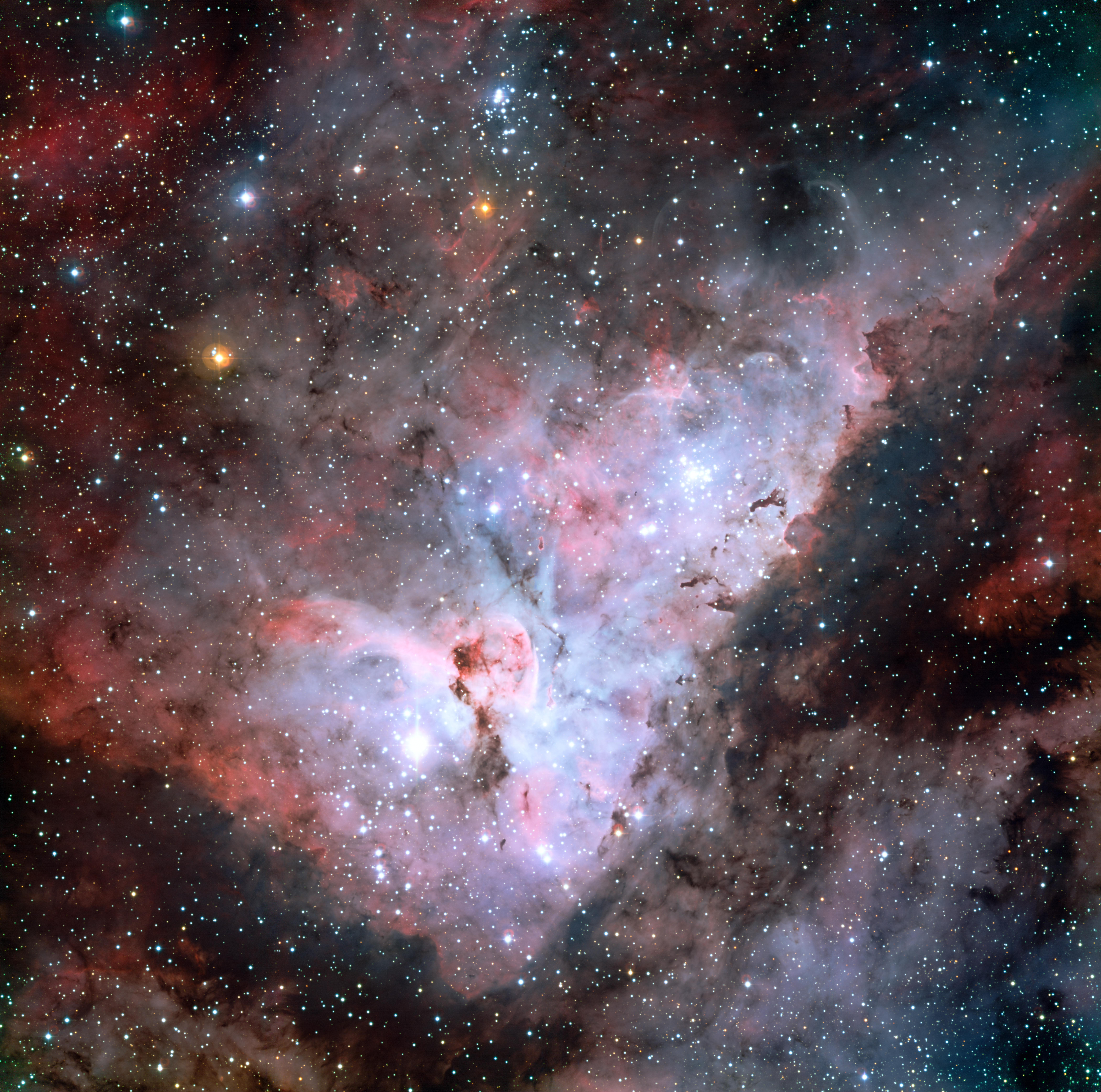
La Nebulosa della Carena, la più brillante della volta celeste.

La Carena è una costellazione di medie dimensioni, al di sotto dell'orizzonte nelle regioni temperate boreali; si tratta infatti di una tipica costellazione australe: può essere osservata per intero solo al di sotto del quindicesimo parallelo nord. È facilmente individuabile grazie alla brillantissima stella Canopo, una supergigante gialla seconda in luminosità solo a Sirio. Canopo si trova all'estremità occidentale della costellazione, ed è anche la sua stella più settentrionale, tra quelle visibili ad occhio nudo; ad est le stelle ε Carinae e ι Carinae sono immerse nella Via Lattea. Nell'estremità orientale, spicca la stella θ Carinae, circondata da un folto gruppetto di stelline, e la luminosa Miaplacidus, la stella β della costellazione.
La Carena è una costellazione estremamente interessante. La sua parte nordorientale giace sulla Via Lattea in un suo campo particolarmente intenso, ricco di stelle e di oggetti di ogni genere. Le stelle ε e ι Carinae formano, con le più settentrionali δ e κ Velorum, un asterismo noto come Falsa Croce, perché a volte confuso con la vera Croce del Sud.
Il periodo più propizio per la sua osservazione nel cielo serale ricade nei mesi compresi fra gennaio e maggio ed è limitata quasi esclusivamente alle latitudini australi, ad eccezione della ristretta fascia boreale compresa fra l'equatore e il Tropico del Cancro; la parte più settentrionale, con Canopo, è visibile anche alle latitudini mediterranee meridionali, mentre la parte immersa nella Via Lattea può essere osservata solo in prossimità delle zone tropicali.

### Stelle principali
- La stella principale della costellazione è Canopo (α Carinae, Canopus in Latino), una supergigante gialla, che è anche la seconda stella più luminosa del cielo; la prima è Sirio, la terza è Rigil Kentaurus (o Toliman). Si individua circa 35° a sud della stessa Sirio, ad ovest della scia luminosa della Via Lattea australe.
- Miaplacidus (β Carinae) è la seconda stella più luminosa della costellazione, ed è la ventinovesima stella più luminosa del cielo notturno, con una magnitudine apparente di +1,68; rispetto a Canopo si trova dalla parte opposta della costellazione.
- La stella Avior (ε Carinae) con una magnitudine apparente di 1,86 è anch'essa una delle più brillanti stelle nel cielo notturno, ma è visibile dall'emisfero boreale solo a latitudini tropicali.
- La stella Aspidiske (ι Carinae, nota anche come Turais) è una stella bianca di magnitudine +2,21, sul bordo della Via Lattea.
- La stella η Carinae (nota anche come Foramen), ora invisibile ad occhio nudo, è stata per lungo tempo una delle stelle più brillanti del cielo; si trova all'interno della Nebulosa di Eta Carinae, in uno dei tratti più brillanti della Via Lattea.

La nomenclatura stellare segue quella assegnata alla costellazione della Nave Argo: le stelle α e β Carinae sono effettivamente le stelle α e β dell'Argo navis. Mancano le stelle γ e δ, ma sono presenti la ε, la η (che una volta era ben più luminosa di adesso), la θ e la ι, terminando infine con la υ, la χ e la ω. Seguono diverse lettere latine, anch'esse secondo l'assegnazione data alla costellazione della Nave Argo.

### Stelle doppie
La costellazione contiene un numero relativamente esiguo di stelle doppie di facile osservazione.
- HD 77002, nota anche come b1 Carinae, è una delle più aperte; la primaria è ben visibile ad occhio nudo nelle notti buie, essendo di magnitudine 5,1, e possiede una compagna di settima grandezza separata da oltre 40", dunque risolvibile anche con un potente binocolo.
- Una simile separazione la possiedono anche le due componenti principali di HD 66546; si tratta di una stella di sesta magnitudine con una compagna di ottava grandezza. Uno strumento maggiore consente di rivelare un'ulteriore compagna di nona magnitudine molto vicina alla componente primaria.
- HD 92397 è una stella arancione visibile con facilità anche ad occhio nudo, posta sul bordo nordoccidentale della Nebulosa della Carena; nel ricco campo stellare in cui si trova si distingue anche con un telescopio di medie dimensioni una stella di settima magnitudine molto vicina ad essa.
- HD 92436 è una stella dal marcato colore rosso posta poco più a nord della precedente; possiede una compagna apparente di ottava magnitudine a oltre 20" di separazione.

| Principali stelle doppie |                                          |                                          |             |             |                                 |           |
| Nome                     | Coordinate equatoriali all'epoca J2000.0 | Coordinate equatoriali all'epoca J2000.0 | Magnitudine | Magnitudine | Separazione (in secondi d'arco) | Colore    |
| Nome                     | AR                                       | Dec                                      | A           | B           | Separazione (in secondi d'arco) | Colore    |
| HD 57852/3               | 07h 20m 22s                              | -52° 18′ 43″                             | 6,02        | 6,66        | 9,3                             | g + g     |
| HD 57918                 | 07h 20m 39s                              | -52° 22′ 53″                             | 6,90        | 9,13        | 29                              | g + g     |
| HD 66546 AB              | 08h 01m 23s                              | -54° 30′ 56″                             | 6,12        | 9,93        | 12,0                            | azz + azz |
| HD 66546 AC              | 08h 01m 23s                              | -54° 30′ 56″                             | 6,12        | 8,14        | 40,2                            | azz + azz |
| C Carinae                | 08h 15m 16s                              | -62° 54′ 56″                             | 5,25        | 7,61        | 3,9                             | b + b     |
| HD 74341                 | 08h 40m 44s                              | -57° 32′ 44″                             | 6,52        | 8,4         | 3,8                             | b + b     |
| b1 Carinae               | 08h 56m 59s                              | -59° 13′ 46″                             | 5,09        | 7,0         | 40,2                            | azz + b   |
| υ Carinae                | 09h 47m 06s                              | -65° 04′ 19″                             | 2,92        | 6,03        | 2,6                             | b + b     |
| HD 86388                 | 09h 55m 06s                              | -69° 11′ 20″                             | 6,8         | 8,3         | 9,4                             | b + b     |
| HD 92397/8               | 10h 38m 45s                              | -59° 10′ 59″                             | 4,69        | 7,62        | 14,6                            | ar + b    |
| HD 92436                 | 10h 39m 00s                              | -58° 49′ 01″                             | 5,96        | 8,33        | 23,5                            | r + b     |

### Stelle variabili
Fra le stelle variabili della Carena, la più celebre in assoluto, nonché una delle più famose e studiate del cielo, è la η Carinae, una variabile S Doradus che periodicamente sembra subire delle violente esplosioni di materiale; la sua magnitudine nella seconda metà del Novecento è rimasta sostanzialmente stabile attorno alla sesta magnitudine, ma in altri periodi è stata molto più brillante, e verso la metà dell'Ottocento aveva persino una magnitudine negativa, al punto che a tratti superava la luminosità di Canopo, diventando così la seconda stella più brillante del cielo. η Carinae si trova immersa in una fitta nebulosità causata dalla sua ultima esplosione, la Nebulosa Omuncolo, a sua volta situata all'interno della Nebulosa della Carena.
Fra le altre variabili una delle più luminose è la Cefeide l Carinae, che in fase di massima è di magnitudine 3,28 ed è perfettamente visibile anche dai piccoli centri urbani senza l'ausilio di alcuno strumento. Anche la x Carinae è una Cefeide brillante, che oscilla fra le magnitudini 3,8 e 4,0; le sue variazioni non sono rilevabili ad occhio nudo con facilità, essendo molto contenute. Un'altra Cefeide relativamente brillante è la U Carinae, che in fase di massima è al limite della visibilità ad occhio nudo, mentre in fase di minima la sua luminosità arriva alla settima grandezza.
Fra le variabili a eclisse quella che mostra la più ampia escursione di luminosità è la QX Carinae, che oscilla di poco meno di una magnitudine in circa 4,5 giorni.
La Carena contiene anche due Mireidi molto brillanti in fase di massima; la più luminosa è la R Carinae, che raggiunge la magnitudine 3,9, mentre la S Carinae arriva alla 4,5; entrambe sono facilmente individuabili anche sotto un cielo non perfettamente buio in fase di massima, mentre al minimo arrivano entrambe attorno alla decima magnitudine.
| Principali stelle variabili |                                          |                                          |             |             |                  |                                |
| Nome                        | Coordinate equatoriali all'epoca J2000.0 | Coordinate equatoriali all'epoca J2000.0 | Magnitudine | Magnitudine | Periodo (giorni) | Tipo                           |
| Nome                        | AR                                       | Dec                                      | Max.        | Min.        | Periodo (giorni) | Tipo                           |
| R Carinae                   | 09h 32m 15s                              | -62° 47′ 20″                             | 3,9         | 10,5        | 308,71           | Mireide                        |
| S Carinae                   | 10h 09m 22s                              | -61° 32′ 56″                             | 4,5         | 9,9         | 149,49           | Mireide                        |
| U Carinae                   | 10h 57m 48s                              | -59° 43′ 56″                             | 5,72        | 7,02        | 38,7681          | Cefeide                        |
| UY Carinae                  | 10h 32m 05s                              | -61° 46′ 58″                             | 8,54        | 9,33        | 5,5437           | Cefeide                        |
| ER Carinae                  | 11h 09m 41s                              | -58° 50′ 16″                             | 6,58        | 7,13        | 7,7186           | Cefeide                        |
| QX Carinae                  | 09h 54m 34s                              | -58° 25′ 17″                             | 6,6         | 7,21        | 4,4780           | Eclisse                        |
| QY Carinae                  | 10h 11m 47s                              | -58° 03′ 38″                             | 5,63        | 5,83        | -                | Irregolare (Stella Be - γ Cas) |
| QZ Carinae                  | 10h 44m 23s                              | -59° 59′ 36″                             | 6,16        | 6,49        | 5,9981           | Eclisse                        |
| IW Carinae                  | 09h 26m 53s                              | -63° 37′ 49″                             | 7,9         | 9,6         | 67,5             | RV Tau                         |
| V341 Carinae                | 07h 56m 51s                              | -59° 07′ 33″                             | 6,2         | 7,1         | -                | Semiregolare                   |
| V344 Carinae                | 08h 46m 43s                              | -56° 46′ 11″                             | 4,40        | 4,51        | -                | Irregolare (Stella Be - γ Cas) |
| V345 Carinae                | 09h 05m 38s                              | -70° 32′ 19″                             | 4,67        | 4,78        | -                | Irregolare (Stella Be - γ Cas) |
| V368 Carinae                | 10h 11m 35s                              | -58° 49′ 40″                             | 6,1         | 6,4         | 120:             | Semiregolare                   |
| V374 Carinae                | 07h 58m 51s                              | -60° 49′ 28″                             | 5,72        | 5,84        | -                | Irregolare (Stella Be - γ Cas) |
| l Carinae                   | 09h 45m 15s                              | -62° 30′ 28″                             | 3,28        | 4,18        | 35,5358          | Cefeide                        |
| x Carinae                   | 11h 08m 35s                              | -58° 58′ 30″                             | 3,84        | 4,02        | -                | Cefeide                        |
| η Carinae                   | 10h 45m 04s                              | -59° 41′ 03″                             | -0,8        | 7,9         | -                | Irregolare (LBV)               |
| ι Carinae                   | 09h 17m 06s                              | -59° 16′ 31″                             | 2,23        | 2,28        | -                | Irregolare                     |

## Oggetti del cielo profondo

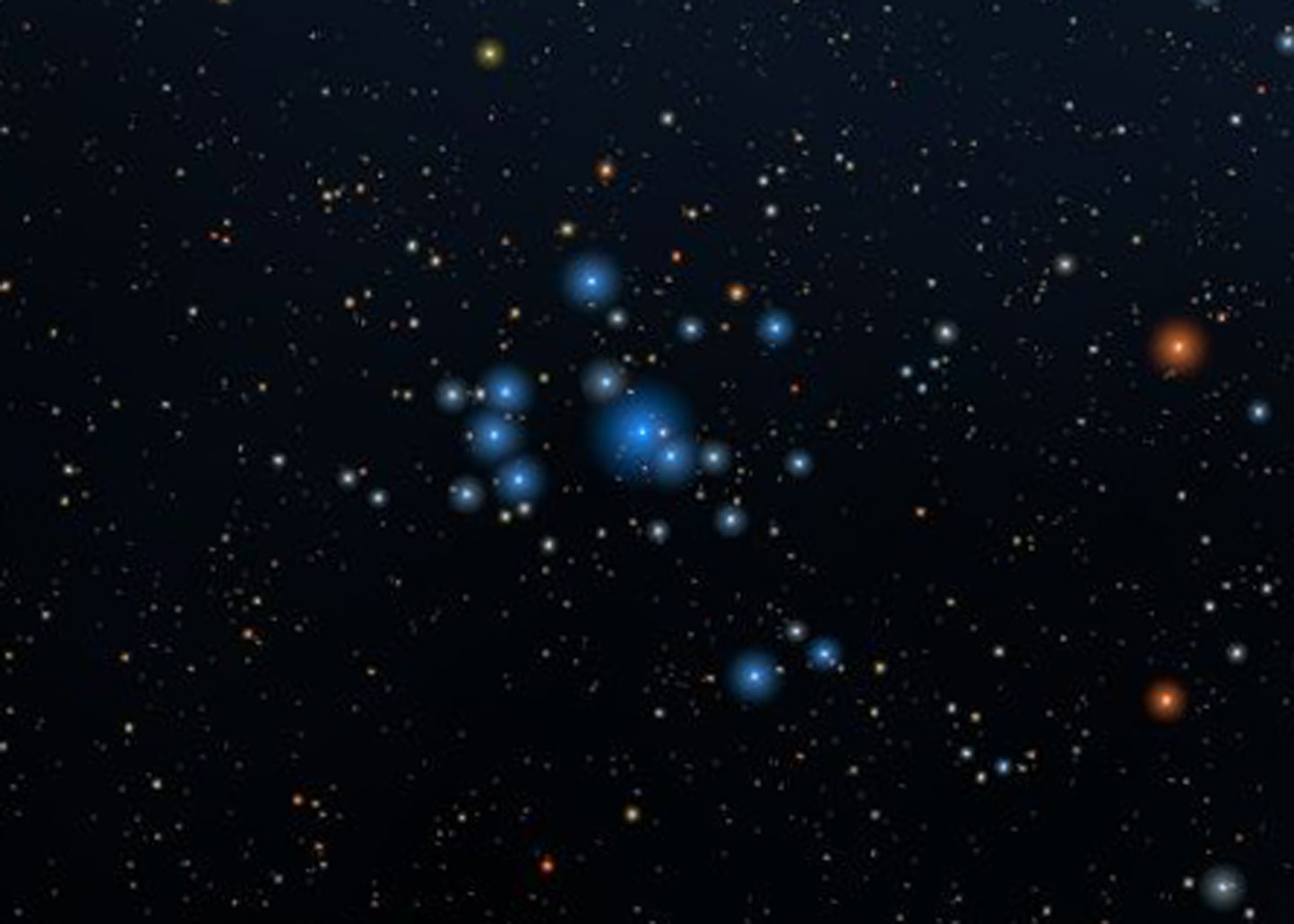
L'ammasso aperto soprannominato Pleiadi del Sud.

Entro i confini con la Carena si trova uno dei tratti di Via Lattea più brillanti e ricchi dell'intera volta celeste, il cosiddetto "Arco della Carena"; la costellazione perciò abbonda di oggetti del cielo profondo appartenenti alla nostra Galassia, come ammassi e nebulose. Il fatto che però sia anche uno dei tratti più meridionali della Via Lattea, fa sì che sia visibile solo dalle regioni dell'emisfero australe, più la fascia tropicale di quello boreale.
Tra gli innumerevoli ammassi aperti il più notevole è senza dubbio quello noto come Pleiadi del Sud (Southern Pleiades - IC 2602); la sua stella principale è la θ Carinae, azzurra, di magnitudine 2,7, circondata da un gruppetto di stelle di quinta che le conferiscono un aspetto caratteristico e inconfondibile. Di grande interesse per gli astrofili è pure un altro ammasso, NGC 3532, ben visibile anch'esso ad occhio nudo, giacente nel tratto più ricco della Via Lattea e soprannominato talvolta Ammasso pozzo dei desideri per la somiglianza ad un grande insieme di monete come quelle che si trovano sul fondo di un pozzo dei desideri. Poco ad ovest si trova pure l'ammasso NGC 3293, circondato sul lato NW da una nebulosa.
A breve distanza da questi, sul bordo meridionale della Via Lattea, si trova il ricco ammasso NGC 3114, visibile ad occhio nudo e risolvibile in stelle anche con piccoli strumenti; a sud-ovest della Falsa Croce si trova invece NGC 2516, altro brillante ammasso.
È presente pure un ammasso globulare, NGC 2808, uno dei più compatti che si conoscano.
Tra le nebulose diffuse spicca la grande Nebulosa della Carena (NGC 3372): posta al centro del ramo brillante della Via Lattea del sud, è la nebulosa diffusa più brillante dell'intera volta celeste, più luminosa pure della ben più famosa Nebulosa di Orione; ben visibile ad occhio nudo, in un semplice binocolo già si evidenziano alcune delle sue strutture più importanti, come una banda oscura che la attraversa da est ad ovest. Al suo interno si trova η Carinae, una delle stelle più grandi conosciute, che si trova in una fase particolarmente instabile del suo ciclo vitale; si pensa che possa esplodere come supernova in tempi anche relativamente brevi.
Tra le galassie è presente, poco a nord-est di Canopo, della Galassia Nana della Carena, una galassia satellite della nostra Via Lattea.
| Principali oggetti non stellari |                                          |                                          |                     |             |                                        |                       |
| Nome                            | Coordinate equatoriali all'epoca J2000.0 | Coordinate equatoriali all'epoca J2000.0 | Tipo                | Magnitudine | Dimensioni apparenti (in primi d'arco) | Nome proprio          |
| Nome                            | AR                                       | Dec                                      | Tipo                | Magnitudine | Dimensioni apparenti (in primi d'arco) | Nome proprio          |
| NGC 2516                        | 07h 58m 07s                              | -60° 45′ 12″                             | Ammasso aperto      | 3,8         | 29                                     |                       |
| NGC 2808                        | 09h 12m 03s                              | -64° 51′ 47″                             | Ammasso globulare   | 6,2         | 13,8                                   |                       |
| NGC 2822                        | 09h 13m 50s                              | -69° 38′ 41″                             | Galassia            | 10,8        | 3,3 x 2,2                              |                       |
| NGC 2867                        | 09h 21m 25s                              | -58° 18′ 42″                             | Nebulosa planetaria | 9,7         | 12,0                                   |                       |
| NGC 3114                        | 10h 02m 43s                              | -60° 06′ 32″                             | Ammasso aperto      | 4,2         | 35                                     |                       |
| NGC 3136                        | 10h 05m 48s                              | -67° 22′ 40″                             | Galassia            | 11,0        | 3,1 x 2,1                              |                       |
| IC 2581                         | 10h 27m 24s                              | -57° 38′ 00″                             | Ammasso aperto      | 4,3         | 7                                      |                       |
| NGC 3293                        | 10h 35m 54s                              | -58° 14′ 10″                             | Ammasso aperto      | 4,7         | 5                                      |                       |
| NGC 3324                        | 10h 37m 19s                              | -58° 39′ 36″                             | Ammasso aperto      | 6,7         | 5                                      |                       |
| Mel 101                         | 10h 42m 06s                              | -65° 06′ 00″                             | Ammasso aperto      | 8,0         | 14                                     |                       |
| IC 2602                         | 10h 43m :                                | -64° 24′ :                               | Ammasso aperto      | 1,9         | 50                                     | Pleiadi del Sud       |
| NGC 3372                        | 10h 45m :                                | -59° 52′ :                               | Nebulosa diffusa    | 3,0         | 120 x 120                              | Nebulosa della Carena |
| NGC 3532                        | 11h 05m 48s                              | -58° 46′ 13″                             | Ammasso aperto      | 3,0         | 55 x 50                                | Pozzo dei Desideri    |
| NGC 3572                        | 11h 10m 19s                              | -60° 14′ 54″                             | Ammasso aperto      | 6,6         | 6                                      |                       |
| Tr 18                           | 11h 11m 24s                              | -60° 40′ 00″                             | Ammasso aperto      | 6,9         | 12                                     |                       |

## Sistemi planetari
I pianeti extrasolari scoperti nella costellazione della Carena sono per gran parte pianeti transienti, ossia che dalla linea di vista della Terra appaiono transitare davanti alla loro stella madre; tutti i sistemi planetari noti nella Carena possiedono un solo pianeta confermato. Gran parte di questi sistemi si trova a grandi distanze dal sistema solare, ben oltre i 1000 anni luce; fra i sistemi più vicini vi è quello di HD 65216, che possiede un pianeta con una massa minima leggermente superiore a quella di Giove e orbita a circa 1,4 UA dalla sua stella madre.
| Sistemi planetari |                                          |                                          |             |                    |                              |
| Nome del sistema  | Coordinate equatoriali all'epoca J2000.0 | Coordinate equatoriali all'epoca J2000.0 | Magnitudine | Tipo di stella     | Numero di pianeti confermati |
| Nome del sistema  | AR                                       | Dec                                      | Magnitudine | Tipo di stella     | Numero di pianeti confermati |
| HD 63765          | 07h 47m 50s                              | -54° 15′ 51″                             | 7,98        | Nana gialla        | 1 (b)                        |
| HD 65216          | 07h 53m 41s                              | -63° 38′ 50″                             | 7,98        | Nana gialla        | 1 (b)                        |
| OGLE-TR-211       | 10h 40m 14s                              | -62° 27′ 20″                             | 14,3        | Nana bianco-gialla | 1 (b)                        |
| OGLE-TR-132       | 10h 50m 35s                              | -61° 57′ 26″                             | 15,72       | Nana bianco-gialla | 1 (b)                        |
| OGLE-TR-113       | 10h 52m 24s                              | -61° 26′ 49″                             | 14,42       | Nana arancione     | 1 (b)                        |
| OGLE-TR-111       | 10h 53m 18s                              | -61° 24′ 20″                             | 15,55       | Nana gialla        | 1 (b)                        |
| OGLE2-TR-L9       | 11h 07m 55s                              | -61° 08′ 46″                             | 14,74       | Nana bianco-gialla | 1 (b)                        |
| OGLE-TR-182       | 11h 09m 19s                              | -61° 05′ 43″                             | 16,84       | Nana gialla        | 1 (b)                        |

## Storia e mitologia

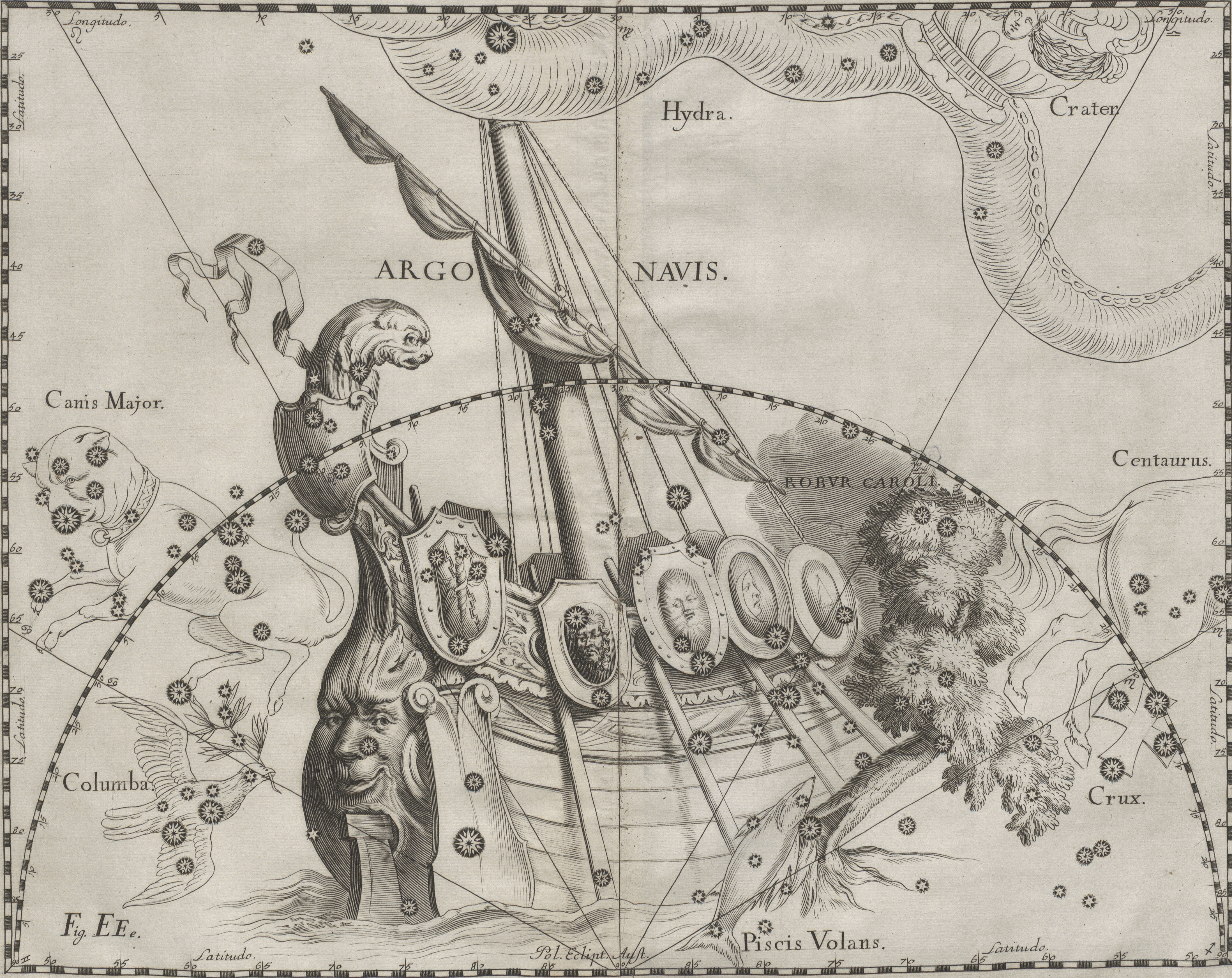
La costellazione della Nave Argo in un'incisione sull'Uranographia di Hevelius.

Questa è una delle parti in cui Argo Navis, la nave degli Argonauti, fu divisa dall'astronomo francese Nicolas Louis de Lacaille nel suo catalogo del cielo australe pubblicato nel 1763. Carina rappresenta la carena della nave. Contiene la seconda stella del cielo in ordine di grandezza, Canopo, una stella supergigante bianco crema, distante circa 300 anni luce, che segna la posizione di uno dei due rematori principali della nave.
Per quanto riguarda invece l'origine del nome della sua stella più brillante, Canopo, è da dire che non è menzionata da Arato di Soli, perché ai suoi tempi la stella era sotto l'orizzonte visibile della Grecia; il suo nome compare per la prima volta in Eratostene che lavorò più a sud, ad Alessandria, e quindi poté vederla. Scrittori greci come Strabone e Conone ci dicono che Canopo deriva il suo nome dal timoniere del Re greco Menelao. Al ritorno da Troia con Elena la flotta di Menelao fu portata fuori rotta da una tempesta e approdò in Egitto. Là Canopo morì per il morso di un serpente; Elena uccise il serpente e insieme al Re seppellì Canopo con tutti gli onori. Sul suo luogo di sepoltura prosperò la città di Canopo (la moderna Abukir), sulla foce del Nilo. Data la prominenza della stella, le sonde spaziali moderne usano Canopo per stabilire le loro rotte. Eratostene conosceva questa stella anche con un altro nome, Perigeo, con riferimento al fatto che restava vicina all'orizzonte.
La costellazione contiene una stella singolare, Eta della Carena, che nel 1843 s'infiammò a tal punto da diventare più brillante di Canopo, ma da quel momento la sua brillantezza è scesa al disotto del livello di visibilità a occhio nudo. Gli astronomi la ritengono una stella nuova e massiccia che un giorno esploderà.